# الشمس (شرق باكستان)
كانت منظمة الشمس (البنغالية: আল শামস) جناحًا شبه عسكريًا مناهضًا للحركة القومية لتحرير بنغلاديش وهي مكونة من عدة أحزاب إسلامية في شرق باكستان. مؤلفة من البنغاليين المحليين والمهاجرين، إلى جانب الجيش الباكستاني ومنظمة البدر، مُهمتها شن هجمات جماعية ضد القوميين البنغاليين وهناك مزاعم بقيام الجماعة بشن هجمات ضد المدنيين والأقليات الدينية والعرقية خلال عام 1971. حظرت الحكومة المستقلة لبنغلاديش هذه المجموعة، لكن معظم أعضائها فروا من البلاد أثناء وبعد الحرب الباكستانية الهندية 1971، مما أدى إلى استقلال بنغلاديش.